# Vecteur nul
Dans un espace vectoriel E sur un corps commutatif {\displaystyle K}, le vecteur nul est l'unique vecteur représentant l'élément neutre pour l'addition vectorielle. Son existence est donnée par la définition de la structure d'espace vectoriel. Il peut être noté {\displaystyle 0_{E}\,} ou {\displaystyle \mathbf {0} } ou encore {\displaystyle {\vec {0}}}, ou tout simplement 0.
Comme tout élément neutre, le vecteur nul est unique. La preuve est élémentaire : si {\displaystyle a} et {\displaystyle b} sont deux vecteurs nuls d'un même espace vectoriel E, alors {\displaystyle a=a+b} par nullité de {\displaystyle b} et {\displaystyle b=a+b} par nullité de {\displaystyle a}, donc {\displaystyle a=b}.

## Propriétés et remarques
- Il est le résultat de la multiplication par le scalaire {\displaystyle 0_{K}\,} de n'importe quel vecteur de E et de la multiplication par n'importe quel scalaire par lui-même. Plus précisément, pour un scalaire {\displaystyle \lambda } et un vecteur v,

{\displaystyle \lambda v=0_{E}\iff (\lambda =0_{K}\ {\text{ou}}\ v=0_{E}).}
- Pour tous espaces vectoriels E et F, et toute application linéaire {\displaystyle f:E\rightarrow F}, le vecteur nul de E est envoyé par f sur le vecteur nul de F : {\displaystyle f(0_{E})=0_{F}}.
- L'image réciproque du sous-espace vectoriel de E réduit au vecteur nul par une application linéaire {\displaystyle f} est un sous-espace vectoriel de E : il est appelé noyau de l'application linéaire f.
- L'espace vectoriel réduit au vecteur nul est l'unique espace vectoriel qui ne possède qu'un seul élément, le vecteur nul. Il est appelé l'espace nul.

## Exemples
- Lorsque K est un corps commutatif, dans l'espace vectoriel {\displaystyle (K,+,\cdot )}, le vecteur nul est l'élément neutre additif de {\displaystyle K}, c'est-à-dire {\displaystyle 0_{K}}.
- Dans le K-espace vectoriel Kn, le vecteur nul est le n-uplet {\displaystyle (0,\ldots ,0)} où {\displaystyle 0} est l'élément neutre pour l'addition du corps K.
- Si E est un sous-espace vectoriel de F, le vecteur nul de E est le vecteur nul de F.
- Pour tout ensemble X, le vecteur nul de l'espace {\displaystyle {\mathcal {F}}(X,\mathbb {R} )} des fonctions réelles sur X est la fonction nulle, qui à tout point de X associe 0.
- En vertu des deux points précédents, dans l'espace vectoriel {\displaystyle {\mathcal {C}}(\mathbb {R} ,\mathbb {R} )} des fonctions continues de {\displaystyle \mathbb {R} } dans {\displaystyle \mathbb {R} }, le vecteur nul est la fonction nulle.
- Dans l'espace vectoriel {\displaystyle K[X]} des polynômes à coefficients dans un corps commutatif {\displaystyle K}, le vecteur nul est le polynôme nul.
- Lorsque les vecteurs sont définis à partir de bipoints équipollents, le vecteur nul est représenté par la classe des couples (A,A) formés d'un seul point A.
- L'unique K-espace vectoriel à ne contenir que le vecteur nul est par définition l'espace nul. Pour tout espace vectoriel E, il existe une unique injection de l'espace nul {\displaystyle \{0\}} vers E, qui envoie 0 sur {\displaystyle 0_{E}}. La dimension de l'espace nul est 0.